# آتش: احساس آتش
آتش: احساس آتش (به هندی: Aatish: Feel the Fire) فیلمی محصول سال ۱۹۹۴ و به کارگردانی سانجی گوپتا است. در این فیلم بازیگرانی همچون سانجی دات، آدیتای پانچولی، راوینا تاندون، کاریسما کاپور، آتول آگنیهوتری، شاکتی کاپور، گلشن گروور، آجیت خان، تانوجا، قادرخان، تیکو تالسانیا ایفای نقش کرده‌اند.